# Kvotering i svensk utbildning
Kvotering i svensk utbildning har förekommit under 2000-talet och orsak både debatt och initierat justering av tillämpliga lagtexter.
I december 2006 fälldes Uppsala universitet av Högsta domstolen för olaglig etnisk diskriminering sedan universitetet hade vikt utbildningsplatser på juristutbildningen åt sökande med två utlandsfödda föräldrar. Året därpå fälldes universiteten i Karlstad och Örebro i tingsrätt för olaglig könsdiskriminering. Där hade man vikt platser åt manliga sökande på olika vård- och hälsoutbildningar. I samtliga fall nekades sökande med bättre meriter, men "fel" etnisk bakgrund eller kön, plats. De sökande som hade diskriminerats fick skadestånd. Högsta domstolen fastslog att etnisk kvotering är olaglig om de som missgynnas har bättre meriter. Att samma sak gäller för kön konstaterades året därpå. Den rena kvoteringen har därefter avskaffats i högskolan.
Däremot använder fortfarande två av tre högskolor kön som utslagsgivande faktor när sökande till exempel har lika bra betyg.
I sin tur medförde detta att Sveriges regering år 2007 tog fram en remiss om förslag om ändring i detta hänseende i högskoleförordningen (SFS 1993:100) med fokus på dess 7 kapitel 12 § där tillämpliga urvalsgrunder definieras. Lagrummets lydelse var innan ändring enligt följande;
7 kap. 12 §
Vid urval skall hänsyn tas till de sökandes meriter. Urvalsgrunder är;
1. betyg,
2. resultat från högskoleprovet som avses i 20 §, och
3. urvalsgrunder som avses i 23 §.
Vid i övrigt likvärdiga meriter får urval också göras dels genom prov eller intervjuer, dels med hänsyn till kön i syfte att förbättra rekryteringen av studenter från det underrepresenterade könet. Urval genom prov eller intervjuer får dock inte göras efter det att urval har gjorts med hänsyn till kön. Vid i övrigt likvärdiga meriter får vidare lottning användas, om urval med hänsyn till kön inte kan göras.
Det innebar att positiv särbehandling inom utbildningssfären fanns statuerat i syfte att förbättra och gynna rekrytering av personer med underrepresenterad könstillhörighet.
Den 1 augusti 2010 trädde den nya och än gällande ändringen om detta lagrum i kraft, vars lydelse numera fastslår att könskvotering likt ovan nämnt inte längre är definierat som en urvalsgrund. Lydelsen är nu författad enligt följande;
7 kap. 12 §
Vid urval ska hänsyn tas till de sökandes meriter. Urvalsgrunder är;
1. betyg,
2. resultat från högskoleprovet som avses i 20 §, och
3. urvalsgrunder som avses i 23 §.
Vid i övrigt likvärdiga meriter får urval också göras genom prov eller intervjuer eller genom lottning. Urval genom prov eller intervjuer får dock inte göras efter det att lottning har använts.